# Бородин, Николай Васильевич
Николай Васильевич Бородин (1919—1946) — капитан Советской Армии, участник Великой Отечественной войны, Герой Советского Союза (1945).

## Биография
Николай Бородин родился в 1919 году в деревне Верхняя Хила (ныне — Шилкинский район Забайкальского края) в семье крестьянина. Окончил школу-семилетку, работал на золотом руднике в посёлке Вершино Дарасун (ныне — Тунгокоченский район Забайкальского края), затем электросварщиком вагонного участка в Шилкинском железнодорожном депо. Окончил аэроклуб. В 1939 году Бородин был призван на службу в Рабоче-крестьянскую Красную Армию. В 1941 году окончил две военные авиационные школы пилотов — в Харькове и Вознесенске. Проходил службу на Дальнем Востоке.
С апреля 1943 года — на фронтах Великой Отечественной войны. Участвовал в боях на Северо-Кавказском, Степном, Южном, 4-м Украинском, 1-м и 3-м Белорусском фронтах. Летал на истребителях «Як-7П» и «Як-9». В апреле-июне 1943 года Бородин сбил во время боёв на Кубани 5 вражеских самолётов, за что был награждён орденом Отечественной войны 1-й степени. Во время Донбасской, Мелитопольской, Никопольско-Криворожской и Крымской операциях сбил 9 вражеских самолётов и был награждён двумя орденами Красного Знамени. В ходе освобождения Белорусской ССР и Прибалтики сбил 3 вражеских самолёта. К августу 1944 года старший лейтенант Николай Бородин был заместителем командира эскадрильи 43-го истребительного авиаполка 278-й истребительной авиадивизии 3-го истребительного авиакорпуса 1-й воздушной армии 3-го Белорусского фронта.
К августу 1944 года Бородин совершил 239 боевых вылетов, принял участие в 75 воздушных боях, в ходе которых лично сбил 17 самолётов.
Указом Президиума Верховного Совета СССР от 23 февраля 1945 года за «отличное выполнение боевых заданий командования, мужество и отвагу, проявленные в борьбе с немецко-фашистскими захватчиками» старший лейтенант Николай Бородин был удостоен высокого звания Героя Советского Союза с вручением ордена Ленина и медали «Золотая Звезда» за номером 5316.
Участвовал в Варшавско-Познанской, Восточно-Померанской и Берлинской операциях. Всего же за годы войны Бородин совершил 265 боевых вылетов, принял участие примерно в 80 воздушных боях, сбил 18 самолётов лично. Участвовал в Параде Победы. После окончания войны служил в своём полку, дислоцировавшемся в Германии. 24 марта 1946 года Бородин попал в автомобильную катастрофу и получил тяжёлые травмы, от которых 26 марта скончался в 1915-м эвакогоспитале в городе Дальгов земли Бранденбург. Похоронен в Липецке.

## Награды
- Медаль «Золотая Звезда» Героя Советского Союза
- Орден Ленина
- 3 ордена Красного Знамени
- Орден Александра Невского
- Орден Отечественной войны 1-й степени
- медали[1]

## Память
В Шилке установлен обелиск в память о Бородине. Также в Шилке в честь Бородина названы улица и цех вагонного завода, а на школе № 2 установлена мемориальная доска.